# De Sautyho můstek
De Sautyho můstek je měřicí přístroj pro měření kapacity.

## Funkce

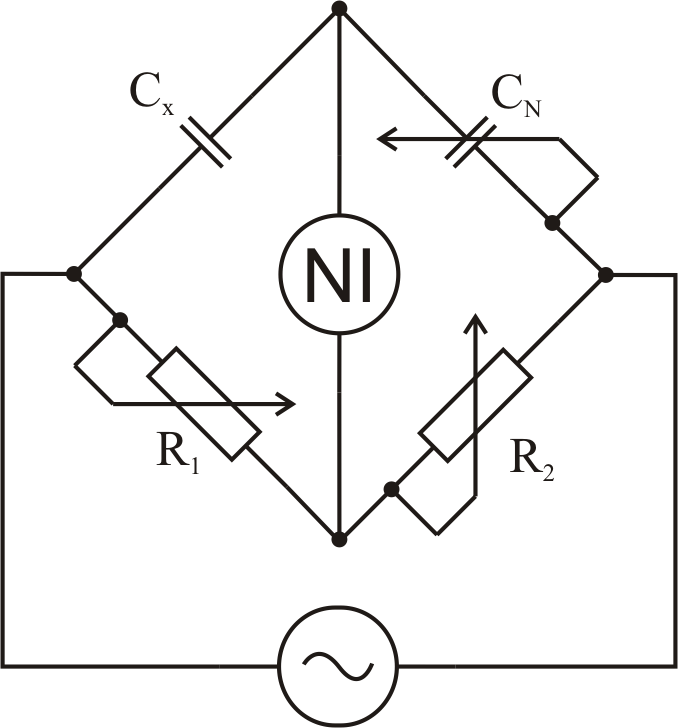
Schéma zapojení De Sautyho můstku

De Sautyho můstek je tvořen dvěma rezistory, dvěma kondenzátory a nulovým indikátorem. Aby bylo možno můstek úplně vyvážit, musely by být kondenzátory {\displaystyle C_{x}} a {\displaystyle C_{N}} bezeztrátové. To však v praxi neplatí, a proto nelze u tohoto můstku splnit podmínku {\displaystyle \phi _{x}+\phi _{4}=\phi _{2}+\phi _{3}}. To znamená, že nelze můstek úplně vyvážit. Pokud se zanedbají ztrátové odpory kondenzátorů, lze pro podmínku rovnováhy zapsat:
{\displaystyle {\frac {R_{2}}{j\omega C_{x}}}={\frac {R_{1}}{j\omega C_{N}}}\implies C_{x}=C_{N}{\frac {R_{2}}{R_{1}}}}
Tato metoda se dá využít pro měření kapacity kondenzátorů s malým ztrátovým činitelem {\displaystyle \tan \delta }, spokojíme-li se s vyvážením na minimální výchylku. Nehodí se pro měření kondenzátorů s pevným dielektrikem.